# Eutelia leucodelta
Eutelia leucodelta là một loài bướm đêm trong họ Noctuidae.